# Kothanur, Sidlaghatta
Kothanur là một làng thuộc tehsil Sidlaghatta, huyện Chikkaballapur, bang Karnataka, Ấn Độ.